# São Martinho de Escariz
São Martinho de Escariz ist ein Ort und eine ehemalige Gemeinde (Freguesia) im Norden Portugals.
São Martinho de Escariz gehört zum Kreis Vila Verde im Distrikt Braga. Die Gemeinde hatte eine Fläche von 2,4 km² und 361 Einwohner (Stand 30. Juni 2011).
Am 29. September 2013 wurden die Gemeinden Escariz (São Martinho) und Escariz (São Mamede) zur neuen Gemeinde União das Freguesias de Escariz (São Mamede) e Escariz (São Martinho) zusammengeschlossen.